# Beechcraft Lightning
Le Beechcraft Model 38 Lightning était un avion de grand tourisme pressurisé et turbopropulsé développé au début des années 1980 qui ne dépassa pas le stade prototype.
Beechcraft envisageant de produire un appareil pressurisé équipé d’une turbine à hélice, un fuselage de Model 58P Baron fut associé en 1981 à une voilure de Beechcraft A36TC Bonanza pour servir de démonstrateur technologique. Désigné PD 336 (Preliminary Design 336), ce prototype (N336BA, c/n EJ-1) prit l’air le 14 juin 1982, piloté par Lou Johansen. Équipé d’une turbine Garrett AiResearch TPE-331-9 de 550 ch, cet appareil réalisa 133 vols d’essais jusqu’au 14 novembre 1983. Il fut ensuite remotorisé avec une PT6A-40 de 630 ch et reprit l’air le 9 mars 1984, toujours avec Lou Johansen aux commandes. 68 vols supplémentaires furent réalisés jusqu’au 8 août 1984. Bien que disposant de 75 options d’achat, Beechcraft annonça alors qu’il suspendait le développement de cet appareil en raison des mauvaises conditions économiques du marché de l’aviation légère.
Trois versions étaient initialement prévues en cas de production de série :
- Model 38P avec une turbine PT6A-40
- Model 38P-1 avec une turbine PT6A-116
- Model 38P-2 avec une turbine TPE-331-9